# Dvorjane
Dvorjane is een plaats in Slovenië en maakt deel uit van de gemeente Duplek in de NUTS-3-regio Podravska. De plaats telde 742 inwoners op 1 januari 2020.